# 雷恩斯維爾 (新墨西哥州)
雷恩斯維爾（英語：Rainsville）是位於美國新墨西哥州莫拉縣的非建制地區。

## 歷史
雷恩斯維爾的郵局自1920年營運至今。

## 地理
雷恩斯維爾所處的海拔為高於海平面2147米（即7044英呎），而該地所採用的時區為UTC-7，即北美山地时区（MST）。同時該地設有夏令時間，為UTC-7調快一小時，即UTC-6（MDT）。